# Абд ар-Рахман ибн Рустам
Абд ар-Рахман ибн Рустам (Ростем) (араб. عبد الرحمان بن رستم‎; ум. 784 или 787) — имам ибадитов Магриба, один из пяти идеологов ибадизма в Северной Африке, в 758—761 годах — ибадитский наместник Ифрикии с центром в Кайруане, основатель и первый правитель теократического государства Рустамидов в Северном Алжире с ок. 777 года.

## Происхождение
О происхождении Абд ар-Рахман ибн Рустама известно мало. Он происходил из знатной персидской семьи, родился, вероятно, в Ираке, но вырос в священном магрибском городе Кайруане.

## Политическая биография
После подавления хариджитского восстания в Ифрикии в 750 году ибадитская община Ирака поручила своему эмиссару в Магрибе прислать несколько способных магрибских ибадитов в Басру для их обучения и подготовки их в качестве проповедников и руководителей ибадитских общин. В результате этого в Басру было направлено пятеро ибадитов (в дальнейшем получивших наименование «пятёрка распространителей знания»), среди которых были будущие имамы хариджитов-ибадитов Абу-ль-Хаттаб и Абд ар-Рахман ибн Рустам. Они прибыли в Басру и провели около пяти лет в специально оборудованном тайном жилище у ибадитского имама Абу Убейды Муслима. Около 755 года Абд ар-Рахман вместе с остальными членами «пятёрки» вернулся в Триполитанию.
По прибытии в Триполитанию Абу-ль-Хаттаб в 756 году был провозглашён первым имамом ибадитов всего Магриба и вскоре захватил Триполи. После того как в июне 758 года Абу-ль-Хаттаб во главе ибадитского войска взял Кайруан и устроил там резню племени урфеджума, он назначил своим наместником в священном городе и прилегающих областях от Габеса до тунисского севера Абд ар-Рахмана ибн Рустама. Однако уже в августе 761 года аббасидский наместник в Египте Мухаммад ибн аль-Ашас во главе армии вернул Кайруан под власть халифа. В предшествовавшей этому событию битве погиб имам Абу-ль-Хаттаб. Абд ар-Рахману удалось бежать из священного города, в том же году он основал рядом с древним римским городом Тиарет новый город Тахерт (Тихерт, Тахарт), ставший религиозно-политическим центром ибадитской общины. Абд ар-Рахман заручился поддержкой окружающих берберских племён, которые также как ибадиты вели войну с войсками Аббасидов. По словам Ибн Хальдуна, к Абд ар-Рахману примкнули многие берберы из племён лемайя, лувата и нафзава. Попытки кайруанского наместника Аббасидов искоренить ибадитов Тахерта остались безуспешными. В 765 году Абд ар-Рахман собрал многотысячное берберское войско, во главе которого совершил поход на Кайруан, не увенчавшийся однако успехом.
В 768 или 771 году Абд ар-Рахман ибн Рустам во главе 15-тысячного берберского войска осадил город Тобну, но потерпел поражение и вернулся в Тахарт. Вероятно, после этого среди приближённых Абд ар-Рахмана укоренилась мысль об отказе от попыток сделать Кайруан своей столицей и о превращении в духовно-политический центр ибадизма именно Тахарта. Новый наместник халифа в Ифрикии Язид ибн Хатим в 772 году разгромил берберскую армию военного лидера хариджитов Абу Хатима, получившего от ибадитов титул «имам защиты», и изгнал ибадитов с территории современного Туниса. Теперь Кайруан стал окончательно недосягаем.
По свидетельству Абу Закарии, в 776 или 778 году ибадиты Магриба избрали Абд ар-Рахмана своим имамом, что стало началом ибадитской теократии Рустамидов в северной части современного Алжира. Последнюю дату указывает также и Ибн Идари (некоторые современные авторы, например, К. Э. Босворт, И. М. Фильштинский, склоняются к 777 году). Давая своё согласие встать во главе имамата, Абд ар-Рахман заставил своих будущих подданных поклясться именем Аллаха, что они будут беспрекословно подчиняться его законным и справедливым приказам. По свидетельству самих ибадитов, племенные вожди остановили свой выбор на Абд ар-Рахмане ибн Рустаме в качестве имама именно потому, что он был чужеземцем, не связанным кровными узами ни с одним из местных племён, на которое он мог бы опереться и членов которого начал бы продвигать в ущерб представителям других племён. Ибн ас-Сагир сообщает, что племенные вожди и Абд ар-Рахман заключили своего рода соглашение, поставив друг другу взаимные условия, на которых Абд ар-Рахман должен будет управлять имаматом, а племена — подчиняться ему.
Как и предписывали религиозно-этические нормы ибадитов, имам Абд ар-Рахман вёл аскетический образ жизни. Сама ибадитская община Тахерта первоначально пребывала в крайней нужде. Это привело к тому, что ибадиты Ирака решили прислать в Тахерт существенную финансовую помощь. Сохранилось описание встречи имама с посольством от иракской общины ибадитов. В момент прибытия посольства Абд ар-Рахман чинил террасу своего глинобитного дома и не оторвался от работы, пока не закончил её. Только после этого имам слез с лестницы и угостил посланцев лепёшками с жиром и топлёным маслом. По свидетельству членов посольства, убранство его комнаты состояло из циновки, шкуры и подушки, на которой он спал, его сабли и копья. В другой части дома стоял его конь. Абд ар-Рахман вынес на рассмотрение совета общины вопрос о принятии и распределении даров, которые привезло посольство, после чего распределил их так, как решил совет. Когда прибыло второе иракское посольство с ещё большими дарами, Абд ар-Рахман отослал его обратно, заявив, что его община уже не настолько бедна, чтобы принимать дары.
При Абд ар-Рахмане Тахерт, выгодно расположенный на пересечении транссахарских караванных путей, из скромного ибадитского поселения превратился в процветающий торговый город, в котором селились люди даже из самых отдалённых областей халифата. Как сообщается, переселенцев из Кайруана, Ирака и других регионов привлекали в Тахерте изобилие, справедливое управление имама, безопасность личности и имущества. Были открыты караванные пути для торговых отношений со странами Востока и Запада, кроме того, продолжалась торговля Тахерта с Суданом. Прибывшая в Тахерт вторая делегация от иракской общины ибадитов отметила, что город изменился во всех отношениях: были возведены дворцы, разбиты сады плодовых деревьев, построены мельницы, повсюду сновало большое количество слуг и рабов, на крепостных стенах несла службу бдительная стража, а конница была отлично экипирована.
Имаму Абд ар-Рахману, кроме забот об экономическом развитии Тахерта, пришлось большое внимание уделять и его безопасности. Кроме войск кайруанского наместника постоянную угрозу городу представляли набеги берберского племени зената, возглавляемого кланом Хазаридов. В период правления Абд ар-Рахмана зената взяли Тлемсен и попытались захватить Тахерт, но были отбиты. В 787 году Абд ар-Рахман ибн Рустам заключил мирное соглашение с аббасидским наместником.
Существует неопределённость с годом смерти Абд ар-Рахмана ибн Рустама: одни авторы указывают 784 год, другие склоняются к 787 году.

## Семья
Абд ар-Рахману в качестве имама ибадитов Магриба наследовал его сын Абд аль-Ваххаб ибн Абд ар-Рахман. Известно о дочери Абд ар-Рахмана по имени Урва, которую он выдал замуж за аль-Мунтасира Мидрара, будущего правителя государства Мидраридов. В этом браке родился Абд ар-Рахман Маймун, ненадолго возглавивший Мидраридов, свергнув своего отца.